# Initiative (Schach)
Die Initiative im Schach liegt bei dem Spieler, der mit seinen Aktionen das Geschehen auf dem Brett bestimmt. Sein Gegner ist zum Reagieren gezwungen. Ein starkes Übermaß an Initiative ist meistens gleichbedeutend mit der Möglichkeit zum Angriffsspiel.
Initiative entsteht aus Figurenaktivität. Hierzu ist es nicht nur notwendig, dass die Figuren viele Zugmöglichkeiten haben, sondern sie müssen auch – positionelle oder taktische – Drohungen aufstellen. Bauern leisten ihren Beitrag zur Initiative häufig dadurch, dass sie die Aktivität der gegnerischen Figuren eindämmen und Wege für die eigenen Figuren offen halten.
In Stellungen des offenen Kampfes kann die Initiative entscheidende Bedeutung erlangen und sogar Materialopfer können gerechtfertigt sein. Weniger bedeutend ist die Initiative in Stellungen, in denen beide Gegner sich langsam positionell verbessern.
Aus schachpsychologischer Sicht fühlen sich viele Spieler wohler, wenn sie die Initiative besitzen, als wenn sie gegen sie ankämpfen müssen. Die Auswirkungen eines Fehlers sind für diejenige Partei, die gegen die Initiative kämpft, oft gravierender als für die Partei, die die Initiative hat.
Manchmal hat man die Initiative auch als Kompensation für einen anderweitigen Nachteil. In einigen Stellungen neigt die Initiative dazu, sich zu verflüchtigen, wenn man nicht konsequent angreift oder auch, wenn der Gegner sich genau verteidigt. In anderen Situationen hat man es mit lang anhaltender Initiative aufgrund von statischen Stellungsvorteilen zu tun.